# NHK Osaka Hall
Pour les articles homonymes, voir NHK Hall.
La NHK Osaka Hall (NHK大阪放送会館) est un gratte-ciel construit à Osaka de 1998 à 2001. Il mesure 135 mètres de hauteur.
L'immeuble a été conçu par l'agence d'architecture de l'américain César Pelli et par l'agence japonaise Nihon Sekkei (ja). Il est adjacent au musée de l'histoire d'Osaka,.
Le bâtiment comprend une salle de concert de 1 400 places et un héliport au sommet.